# Leonardo Grosso della Rovere
Leonardo Grosso della Rovere (Savona, 1463 - Roma, 27 de septiembre de 1520) fue un eclesiástico italiano, obispo de Agen, cardenal, legado, nepote de Julio II. 

## Biografía

### Familia
Hijo de Antonio Grosso, notario de Savona, y de Maria Basso, tuvo cuatro hermanos: Clemente, Galeazzo, Francesco y Bartolomeo, y tres hermanas: Nicoletta, Luchina e Isabella.
Su rápido ascenso social, económico y eclesiástico se debió a sus ascendientes Della Rovere.  Su madre era sobrina de Francesco della Rovere, que siendo general de los franciscanos fue elegido papa en 1471 y comenzó una intensiva práctica nepotista con la que colocó a sus parientes en altos cargos eclesiásticos y civiles.  

### Obispo de Agen
Leonardo era canónigo de San Pedro y abad comendatario de S. Giuliano de Spoleto cuando en 1487 murió su hermano Galeazzo, que había sido obispo de Agen, y el papa Inocencio VIII le nombró su sucesor en la diócesis, aunque antes de tomar posesión tuvo que pleitear con Jean-François de La Trémoille, que había sido elegido por el cabildo catedralicio.  
Durante los años siguientes residió en su diócesis, primero como administrador y cuando cumplió la edad canónica requerida, como titular.  Durante este tiempo ofició también como vicario de su hermano Clemente, que era obispo de Mende pero residía en Roma.

### Cardenal de Julio II
El 1 de noviembre de 1503 fue elegido papa su primo Giuliano, otro Della Rovere; el 29 del mismo mes su hermano Clemente y su primo Galeotto fueron creados cardenales.  Clemente murió ocho meses después, y Julio II creó cardenal en su lugar a Leonardo, concediéndole el mismo título de los Santos XII Apóstoles que había llevado el difunto. Posteriormente optó por los de Santa Susana (1508) y San Pedro ad vincula (1517).
En agosto de 1506 participó en la expedición dirigida por Julio II contra Perugia y Bolonia, donde gobernaban respectivamente Gian Paolo Baglioni y Giovanni II Bentivoglio; en septiembre del mismo año fue nombrado legado en Viterbo y en febrero del siguiente en Perugia, en sustitución de Antonio Ferrero. 
Entre 1510-11 ofició también como legado en Roma mientras el papa se encontraba en Bolonia enfrentando a los franceses en la guerra de la Liga de Cambrai.  
Fue penitenciario mayor desde 1511 y camarlengo del Colegio Cardenalicio en 1512.

### Pontificado de León X
Tras la muerte del papa Julio II, de quien fue ejecutor testamentario junto con Lorenzo Pucci, intervino en el cónclave de 1513 en el que fue elegido León X.  Durante el pontificado de éste participó en el Concilio de Letrán V (1512-17), formó parte de la comisión para la reforma de la iglesia, intervino en el levantamiento de la excomunión contra el duque de Ferrara Alfonso I d'Este y en el proceso de canonización de Antonino de Florencia. 
En 1517 recibió de Sisto Gara della Rovere la arquidiócesis de Lucca, para cederla el mismo día a Raffaele Riario.
Muerto en Roma en 1520, fue sepultado en la Basílica de Santa María la Mayor.